# Vernon L. Smith
Vernon Lomax Smith (* 1. ledna 1927 Wichita) je americký profesor ekonomie na Chapman University, který v roce 2002 spolu s Danielem Kahnemanem získal Cenu Švédské národní banky za rozvoj ekonomické vědy na památku Alfreda Nobela za „uplatnění laboratorních pokusů jako nástroje empirických hospodářských analýz, zvláště při studiu alternativních tržních mechanismů“.

## Publikace
- RASSENTI, Stephen J., Smith, Vernon L.; Bulfin, Robert L. A Combinatorial Auction Mechanism for Airport Time Slot Allocation. Bell Journal of Economics. 1982, s. 402–417. doi:10.2307/3003463. JSTOR 3003463.
- SMITH, Vernon L. Experimental Economics: Induced Value Theory. American Economic Review. 1976, s. 274–279.
- SMITH, Vernon L. Microeconomic Systems as an Experimental Science. American Economic Review. 1982, s. 923–955.
- WILLIAMS, Arlington W., Ledyard, John O.; Gjerstad, Steven; Smith, Vernon L. Concurrent trading in two experimental markets with demand interdependence. Economic Theory. 2000, s. 511–528. doi:10.1007/s001990050002.